# NGC 2530
NGC 2530 é uma galáxia espiral barrada (SBcd) localizada na direcção da constelação de Cancer. Possui uma declinação de +17° 49' 06" e uma ascensão recta de 8 horas, 07 minutos e 55,7 segundos.
A galáxia NGC 2530 foi descoberta em 22 de Fevereiro de 1789 por William Herschel.